# 에스페란토

에스페란토 협회가 있는 나라

에스페란토의 녹색 기

에스페란토(Esperanto)는 세계에서 가장 많이 쓰이는 인공어이다. "에스페란토"라는 이름은 1887년 발표한 국제어 문법 제1서에 쓰였던 라자로 루드비코 자멘호프의 필명인 "D-ro Esperanto(에스페란토 박사)"에서 유래하였다.(Esperanto는 본래 '희망하는 사람'이라는 뜻이다.) 국제적 의사소통을 위해, 배우기 쉽고 중립적인 언어를 목표로 하여 만들어졌다. 원래는 국제어(Lingvo Internacia)라고 불리었다.
현재 에스페란토는 여행, 의사교환, 문화 교류, 편지, 언어교육 등 많은 곳에서 사용되고 있다. 전 세계 200만 명의 사람들이 에스페란토로 대화할 수 있다. 그중에서 약 2,000~3,000명은 에스페란토를 말할 줄 아는 부모 사이에서 에스페란토를 모어로 습득하였다.

## 특징
에스페란토는 말이 서로 다른 민족 간 의사 소통과 상호 이해, 나아가서 인류 평화를 위해 만들어진, 중립적이고 배우기 쉬우면서 모든 표현이 가능한 언어로서, 국제적으로 제 기능을 다할 수 있게끔 고안되었다.
그러나 '정말 배우기 쉬운가'라는 질문에 대해서 이견이 있다.
에스페란토를 쓰는 사람을 에스페란티스토라고 한다. 에스페란티스토는 국제어를 쓰는 사람들 중 세계적으로 가장 널리 퍼져 있으며 대한민국에도 에스페란토 협회인 한국에스페란토협회가 존재한다. 전 세계 에스페란티스토는 라 에스페로를 언어가(歌)로 사용하고 있으며, 언어기(旗)도 라 에스페로라고 부른다.

## 역사
폴란드의 안과 의사 루도비코 라자로 자멘호프는 자신이 살고 있었던 지역의 언어 문제가 곧 주민들 사이에 불화의 요인으로 작용하고 있다는 것을 발견하고, 모든 사람들이 평등하게 사용할 수 있는 언어만 있으면 적어도 그러한 분쟁은 종식될 수 있으리라고 믿어, 이러한 목표를 달성하기 위하여 에스페란토를 창안하게 되었다.

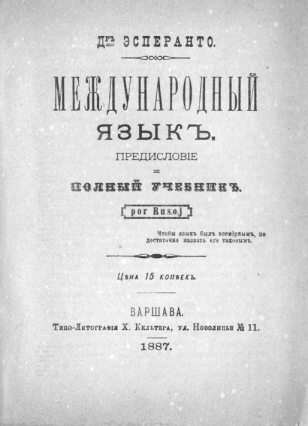
제1서. 에스페란토로 쓰여진 최초의 책.

처음에 자멘호프는 라틴어의 복구가 언어 문제의 해결책이라고 생각했으나, 실제로 라틴어를 배우면서 많은 어려움을 느꼈다. 영어를 배우면서 그 문법이 간단하다는 것과 동사의 인칭변화가 필요없다는 것을 깨달았다. 언어를 배우기 위해서 많은 단어를 알아야 한다는 문제점에 대해서는, 길을 걸으며 우연히 러시아어로 된 두 개의 간판을 보고 해결책을 생각해냈다.
두 개의 간판 швейцарская(경비실), кондитерская(과자가게)에는 공통적으로 -ская라는 접미사가 사용되고 있었다. 그는 하나의 어근만 외우면 접미사를 써서 다양한 단어를 파생해 낼 수 있도록 구상하였다. 어휘는 다양한 언어에서 공통적으로 쓰이는 단어를 채용하기로 하였다.
1878년, 현재 에스페란토의 시험판인 링그베 우니베르살라를 만들어 고등학교 동급생에게 가르쳤다. 그 후 6년간, 우선 각 민족어로 된 문학작품과 시를 번역하며, 언어를 발전시켜 갔다. 그는 1895년 러시아 에스페란티스토 보로프코(N. Borovko)에게 보낸 편지에서 ‘비록 이 언어는 1878년에 이미 완전히 완성된 듯 했지만, 나는 이 언어가 완벽해지도록 6년을 더 소비하였다.’라고 적었다. 그는 완성된 언어를 발표하려 하였지만, 당시 폴란드를 지배하고 있던 러시아 제국 정부의 검열에 의해 출판하지 못하였다. 그는 그 기간 동안 성서나 셰익스피어의 작품을 에스페란토로 번역하고, 언어를 개량하였다. 1887년 제1서로 에스페란토를 최초로 발표하였다.
1920 년 에스페란토는 제 2 차 세계 대전까지 유럽 전역에서 사용되었는데,이 전쟁은 나치에 의해 에스페란토와 관련된 모든 것을 파괴했다. 독일에 따르면 에스페란토는 유대인이었고 독일의 선전에서 그들은 국가의 위협이며 소련에서는 에스페란토를 사용하는 모든 사람들이 테러 조직의 추종자였다.

## 언어 사용 지역의 지리적 위치와 인구

### 지리학과 인구학

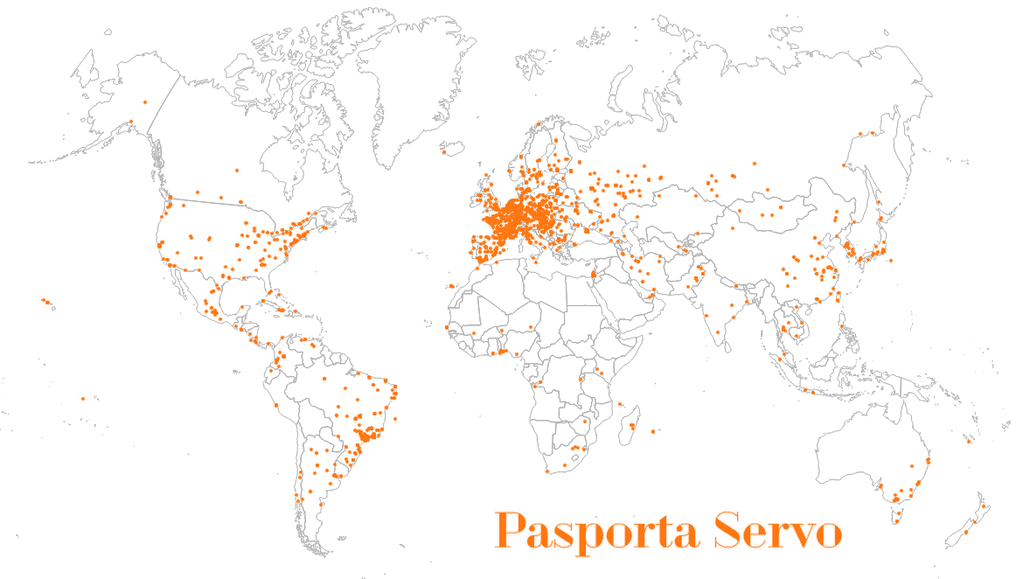
전세계의 에스페란티스토 여권 서비스 제공자 분포 (2015년)

에스페란토는 전 세계에서 가장 널리 사용되는 인공어이다. 이 언어를 구사하는 사람들은 유럽과 동아시아에 가장 많은데, 특히 도시 지역에 집중되어 있다. 에스페란토는 유럽의 북부와 중부 국가에서 특히 유행한다. 사람들은 자신의 지역에서 에스페란토 클럽을 만든다고 한다. 대한민국에서도 많이 사용한다.

### 언어 구사자의 수
에스페란토 구사자들의 수를 예측한 사람은 은퇴한 심리학 교수인 시드니 컬버트(Sidney S. Culbert)이다. 이 교수는 워싱턴 대학에서 활동했으며 오랫동안 에스페란토를 사용했다. 그는 20년이 넘는 기간 동안 수십 개의 국가에서 에스페란토 구사자들에 대해 조사했다. 컬버트는 백만 명에서 이백만 명 사이의 사람들이 에스페란토를 Foreign Service Level 3 수준인, ‘전문적으로 능숙하게’ 구사할 줄 안다는 결론을 내렸다. (Foreign Service Level 3는 Foreign Service Level language ability measures 등급 중 하나로 복잡한 생각들을 망설임 없이 표현할 수 있고 연설과 라디오 방송 등을 이해할 수 있는 수준을 뜻한다.)
연감에서 그는 언어 구사자들의 수를 백만의 자리에서 반올림 하였다. 따라서 에스페란토 구사자들의 수는 이백만 명 정도인 것으로 보인다. 이 최종 수치는 에스놀로그에 언급되어 있는데, 이 수치가 정확하다면, 세계 인구의 0.03 %가 이 언어를 할 수 있는 것이다. 이것이 자멘호프가 꿈꾸던 보편적 언어의 목표는 아니지만, 이는 다른 어떤 인공어도 도달하지 못한 수치로 에스페란토의 유명한 정도를 알 수 있게 해준다.
핀란드의 언어학자이자 에스페란토의 모어 사용자 전문가인, 유코 린드스테드(Jouko Lindstedt)은 에스페란토 사용 지역의 전체적인 언어 사용 능력 비율을 나타내기 위해 다음과 같은 추정안을 내놓았다.
- 1,000명의 사람들이 에스페란토를 모어로 사용한다.
- 10,000명의 사람들이 에스페란토를 능숙하게 사용한다.
- 100,000명의 사람들이 에스페란토를 활발하게 사용한다.
- 1,000,000명의 사람들이 에스페란토를 상당 부분 소극적으로 이해할 수 있다.
- 10,000,000명의 사람들이 에스페란토를 어느 정도 시간 동안 공부해 보았다.

컬버트 박사의 구체적인 샘플 데이터 또는 인구 통계 데이터가 존재하지는 않기 때문에, 언어 구사자의 정확한 수치를 알기는 불가능하다.
2009년도에 루 분시-롤셔븐(Lu Wunsch-Rolshoven)은 헝가리와 리투아니아의 2001년도 인구 통계 데이터를 사용하여 160,000에서 300,000명의 사람들이 이 언어를 능숙하거나 활발하게 사용한다고 추정했다. 그리고 이 중 80,000에서 150,000명은 유럽 연합 국가의 국민들이라고 추정했다.

### 모국어 사용자
에스페란토의 모어 사용자인, 에스페란토 원어민(denaskuloj)은 에스페란토를 사용하는 부모 밑에서 태어날 때부터 이 언어를 배웠다. 이런 현상은 다문화 가정 내에서 에스페란토가 제1언어 또는 유일한 공통 언어일 경우에 자주 일어난다. 하지만 가끔 열렬한 에스페란토 사용 가족 내에서 일어나기도 한다. 에스놀로그의 15번째 에디션에서는 1996년도에 200에서 2,000명 사이의 에스페란토 모국어 사용자들이 있다고 하였지만, 이러한 수치들은 16, 17번째 에디션에서 삭제되었다.

## 언어의 변화
- 1905년 프랑스 불로뉴쉬르메르에서 개최된 제1차 에스페란토 세계 대회에서, 에스페란토 기초의 변경을 제한하는 선언을 채택했다. 선언은 언어의 기초를 자멘호프가 출판한 《에스페란토 기초》(Fundamento de Esperanto)에서 변경해서는 안되며, 어떤 사람에게도 기초를 변경할 권리는 없다고 하였다. 이 선언은 언어의 사용자가 새로운 생각을 발표하여도 좋다고는 하지만, 언어 자체는 본래의 형태를 장려하고 있다.
- 하지만 실제로는, 현대 에스페란토가 '에스페란토 기초'와 완전히 동일하다고는 볼 수 없다. 예를 들어 국명을 표시하는 접미사가 -uj-에서 -i-로 바뀌었다. (예를 들어 Koreujo→Koreio) 또한 엄밀히 말해 -a로 끝나는 모든 단어는 형용사여야 하므로 유럽에서 사용하는 이름 Maria는 에스페란토 기초에 의하면 Mario가 되어야 하지만, 현대 에스페란토에서는 Maria도 인정하고 있다. 지명이나 인명과 같은 고유명사는 자주 사용되는 것일 경우(뉴욕: Novjorko, 서울: Seulo, 파리: Parizo) 에스페란토화된 단어를 따르나, 최근에는 거의 원래의 지명을 이용하고 있다.
- 또한, 새롭게 여러 가지 외래어가 추가되었다. 이것은 그대로 사용하는 것이 아니라, 되도록 기존의 에스페란토 단어 및 규칙에 맞게 바꾸어 사용하고 있다. 예를 들어 영어 컴퓨터(computer)는 '계산하다'의 의미를 가진 komputi에 도구를 나타내는 접미사 -il-을 사용하여, komputilo로 번역하였다. 또한 유로의 경우 유럽의 모든 나라에서 euro로 표기하고 있음에도, 에스페란토에서는 에스페란토 철자법에 맞게 eŭro로 사용하고 있다.
- 《에스페란토 기초》 이전의 kian, ian, ĉian, tian, nenian이 각각 kia, ia, ĉia, tia, nenia의 목적격과 혼동될 수 있어 kiam, iam, ĉiam, tiam, neniam으로 바뀌었다.
- 발음하기 어려운 ĥ는 ĉ, k 또는 h로 대체되어 이제 거의 쓰이지 않는다. 지금은 바꾸었을 경우 기존의 다른 어근과 혼동될 수 있는 경우를 제외하고는 보통 바뀐 형태로 사용된다. (Ĥinujo → Ĉinio, ĥemio → kemio 등)
- 몇 가지 단어의 형태가 바뀌었다. (komisio → komisiono, artikulo → artikolo, riprezenti → reprezenti)
- 지명의 경우 그 지역의 에스페란토 사용자의 희망에 따라 바뀌기도 한다. (Hindio보다 Barato의 사용 빈도가 높아지고 있음, Koreo가 ‘한국’을 의미했는데 이것이 ‘한국인’의 의미로 바뀌고 Koreio가 ‘한국’을 의미하게 됨)

## 언어학적 특성

### 분류
에스페란토는 인공어이므로, 어떤 자연어와도 친족관계가 없다.  발음체계는 슬라브어의 영향을 받았으나, 어휘는 주로 로망스어(프랑스어, 스페인어 등; 약 75%), 게르만어(독일어, 영어 등; 약 20%)로부터 채용하였다. 자멘호프가 정의하지 않은 문법상의 언어 사용은 초기 사용자의 모어였던 러시아어, 폴란드어, 독일어, 프랑스어의 영향을 받았다.
어순은 라틴어나 그리스어처럼 비교적 자유로우나 SVO형이 주로 쓰이며, 형용사가 명사 앞에 오는 경우가 많다. 전치사를 사용하며, 교착어적 성질도 가지고 있다.

### 문법
에스페란토는 성이 없고, 규칙적으로 동사가 변화하는 교착어이다. 명사와 형용사는 주격과 대격, 즉 2개의 격을 가진다. 수는 단수와 복수가 있고, 형용사의 복수형이 존재한다. 동사의 인칭변화는 없고, 대격어미(-n)는 이동을 나타내거나, 전치사를 대신하기도 한다. 대격이 있으므로 러시아어, 그리스어, 라틴어, 일본어, 한국어와 같이 비교적 어순이 자유로운 편에 속한다.

### 어원
에스페란토의 어휘는 대부분 유럽 언어에서 왔지만, 최근에 생긴 어휘는 비유럽어권에서 온 경우도 있다. 가장 주요한 어원은 라틴어와 스페인어, 프랑스어, 독일어, 영어 등이다. 다국어주의에 의해 대부분의 어휘는 서로 유사한 다양한 언어의 공통적인 부분에서 가져왔다.

### 글자
에스페란토는 로마자에 ĉ, ĝ, ĥ, ĵ, ŝ, ŭ 6글자를 더하고 q, w, x, y 4글자를 뺀 28글자를 쓴다.
a b c ĉ d e f g ĝ h ĥ i j ĵ k l m n o p r s ŝ t u ŭ v z

#### 글자와 말소리
| Aa  | Bb   | Cc   | Ĉĉ   | Dd  | Ee       | Ff  |
| [a] | [b]  | [t͡s] | [t͡ʃ] | [d] | [e]      | [f] |
| Gg  | Ĝĝ   | Hh   | Ĥĥ   | Ii  | Jj       | Ĵĵ  |
| [ɡ] | [d͡ʒ] | [h]  | [x]  | [i] | [j], [i̯] | [ʒ] |
| Kk  | Ll   | Mm   | Nn   | Oo  | Pp       | Rr  |
| [k] | [l]  | [m]  | [n]  | [o] | [p]      | [r] |
| Ss  | Ŝŝ   | Tt   | Uu   | Ŭŭ  | Vv       | Zz  |
| [s] | [ʃ]  | [t]  | [u]  | [u̯] | [v]      | [z] |

- Cc, Ĉĉ, Gg, Ĝĝ, Ĥĥ, Ĵĵ, Ŝŝ, Ŭŭ를 제외한 모든 글자는 IPA표기와 일치한다.
- 에스페란토는 한국어와 달리 유기음(예: ㅋ) / 무기음(예: ㄱ) 구분이 없고, 무성음 / 유성음 구분이 있다.

| 무성음 | p [p] | t [t] | k [k] | f [f] | s [s] | ŝ [ʃ] | ĉ [t͡ʃ] |
| 유성음 | b [b] | d [d] | g [ɡ] | v [v] | z [z] | ĵ [ʒ] | ĝ [d͡ʒ] |

#### 윗부호
여섯 글자 ĉ, ĝ, ĥ, ĵ, ŝ, ŭ에는 윗부호(Supersigno)라고 부르는 발음 구별 기호인 다른소리부호(^)와 짧은소리부호(˘)가 있다. 윗부호를 쓸 수 없을 때 바꾸어 쓰는 방식은 '에스페란토 기초'에서 제시한 H-체계와 현재 주로 쓰이는 X-체계가 있다.
|        | ĉ  | ĝ  | ĥ  | ĵ  | ŝ  | ŭ  |
| H-체계 | ch | gh | hh | jh | sh | u  |
| X-체계 | cx | gx | hx | jx | sx | ux |

## 예시
- Saluton! 살루톤 →안녕하세요!
- Ĝis revido/Ĝis 지스 레비도/지스 →다시 만나요
- Adiaŭ! 아디아우! →안녕히 가세요
- Jes 예스 →네
- Ne 네 →아니요
- Dankon 단콘 →감사합니다
- Mi tre ĝojas renkonti vin. 미 트레 조야스 렌콘티 빈. →만나서 반가워요.
- Ĉu vi fartas bone ? 추 비 파르타스 보네 ? →잘 지내십니까 ?
- Mi estas koreo. 미 에스타스 코레오. →저는 한국 사람입니다.

## 비판과 개선안

### 에스페란티도
에스페란토가 발표된 이후, 수십 가지의 개선안과 에스페란토에서 파생된 인공어가 만들어졌다. 이를 에스페란티도라고 한다.

### 성 차별 문제
에스페란토에서 기본적인 단어는 남성으로 규정하고 있다. 여성의 경우 접미사 -in-를 붙여 나타낸다. 즉, 남성의 경우에는 그냥 나타내고, 여성일 경우에는 접미사 -in-을 사용하여 특별히 강조하여 나타내고 있다. 이는 에스페란토가 발표된 1887년 당시 시대적 배경에서 유래한 남성우월주의이며, 에스페란토 주의에서 강조하는 사상 중 하나인 '평등'에 위배된다는 주장이 있다.
최근에는 가족에 관한 단어를 제외하고는 기본적인 단어는 성을 나타내지 않고, 남성을 나타낼 때는 vir-를 붙이는게 일반적이다. 또한 일부 에스페란티스토는 남성을 나타내는 접미사 -iĉ-를 추가할 것을 요구하는데 이를 'iĉismo 이치스모'라 한다.
참고로, 에스페란토의 성과 관련한 문제로, 성을 나타내지 않는 대명사 'ri'를 추가하여, 일반적인 상황에서 'ri'의 사용을 주장하는 리이스모(riismo)도 있다.

### 에스페란토는 유럽인에게만 유리한 언어인가?
에스페란토를 배우기 쉽다는 것은 실험 결과를 통해 알 수 있다.  에스페란토를 배우는 데 유럽과 미국의 아이들은 매 주 2시간씩 1년이, 또 동아시아의 아이들은 매 주 2시간씩 2년이 걸린다. 반면 동아시아의 아이들이 다른 유럽어를 배우려면 매 주 4~5시간씩 6년을 공부해야 한다.— 1992년 9월, 제네바에서 열린 국제 연맹 총회에서 제출된 보고

이는 에스페란토는 다른 언어에 비해 학습을 위해 1/10가량 시간이 적게 걸린다는 장점을 말하기도 하지만, 유럽인들에 비해 동아시아에서 생활하는 사람들이 에스페란토를 배우기 힘들다는 단점을 말하기도 한다. 이는 에스페란토의 대부분의 어휘가 유럽에서 기원하였으므로 그 언어와 관계없는 언어의 사용자는 에스페란토 어휘의 의미와 정확한 쓰임을 외우는 데 시간이 더 걸린다고 볼 수 있다.

### 대격
에스페란토는 대격(또는 목적격)을 나타내기 위해 어미 -n을 사용하고 있다. 한국어의 경우 대격(또는 목적격) 조사 '-을/를'을 사용하여, 겉으로 드러내고 있다. 대격의 존재로 인해 에스페란토의 어순이 더 자유로워지고, 의미가 분명히 전달되는 등의 장점이 있다. 하지만 많은 유럽어의 경우 이를 구분하지 않고 사용하고 있으며, 따라서 유럽인들이 -n의 사용법을 배우는 데 상대적으로 어려움을 겪는다.

### 동의어
에스페란토는 외래어를 받아들이는 데 일정한 규칙이 없으며, 필요에 의해 누군가가 만든 단어가 일정 수준 이상 널리 알려지면, 그런 새로운 단어를 모아서 발표하는, 소극적 방식으로 어휘를 늘려가고 있다. 이런 방식으로 인해 같은 뜻을 가진 두 단어 이상이 널리 사용할 경우, 동일하게 쓰이는 단어임에도 배우는 이의 입장에서는 둘다 외우는 수밖에 없다. 유럽 사용자의 경우, 유럽에서 공통적으로 사용하는 단어를 에스페란토화하는 것을, 비유럽권에서는 기존 단어를 사용하여 합성어를 만드는 것을 선호하는 편이기 때문에 같은 뜻을 가진 단어가 두개 이상 동시에 쓰이는 경우가 있다. 합성어의 경우에도 사람마다 합성어를 만드는 방법이 다르기 때문에 같은 뜻을 가진 여러 개의 합성어가 함께 쓰이는 경우가 있다.
- futur-o, est-ont-o 미래
- pas-int-ec-o, est-int-o 과거

또한, 원래 하나였던 단어가 여러 개로 분화하는 경우도 있다.
- -uj-(국가를 나타내는 접미사) → -i-(단일민족국가), -land-(국명이 land로 끝나는 국가), (다민족국가에는 붙이지 않는다)

이처럼 에스페란토에는 자연어만큼은 아니나 동의어가 많으며, 에스페란토 학회가 동의어 정리에 적극적이지 않기 때문에, 학습자가 동의어를 모두 외워야 하는 부담이 따른다.

### 발음
학습자의 모어에 따라 일부 발음을 구분하는 데 어려움이 올 수 있다.
- c를 ĉ또는 s로 혼동하기 쉽다. 특히 한국어 화자는 c를 ĉ로 발음하는 경향이 있다.
  - c는 굳이 유럽 언어를 몰라도 표준중국어를 아는 사람이라면 이 발음이 익숙할 것이다. 한어병음 "C"가 이 발음과 비슷하다.
- ĵ와 ĝ를 구분하지 않는 언어가 많다.
- ŝ, ĵ, ĉ, ĝ 발음.
- ĥ를 발음하지 못하는 화자가 많기 때문에, 해당 글자가 k나 h로 바뀌면서 점차 소멸해 가고 있다.

한국어 화자가 자주 하는 실수는 다음과 같다.
- 유성음을 무성음으로 발음한다.
- ĵ, ĝ, z를 모두 ĝ로 발음한다.
- f를 p로, v를 b로 발음한다.
- r과 l을 혼동해서 발음한다.
- c를 ĉ로 발음한다.
- 모음 앞에 j를 넣어 발음하는 경향이 있다.

## 같이 보기
- 한국에스페란토협회
- 에스페란티스토
- 조선에스페란토문화사
- 라자로 루드비코 자멘호프
- 제1서(Unua Libro)
- 이도(Ido) - 에스페란토에서 파생된 인공어
- 로즈섬 공화국 - 에스페란토를 공용어로 사용했던 마이크로네이션.
- 위키책:에스페란토
- 세계 에스페란토 대회
- 발리리아어
- 듀오링고